# مقاطعة مريوان
مقاطعة مريوان (بالفارسية: شهرستان مریوان) هي إحدى مقاطعات محافظة كردستان في إيران. كان عدد سكان المقاطعة سنة 2016 حوالي 195,262 نسمة.